# Rashid Diab

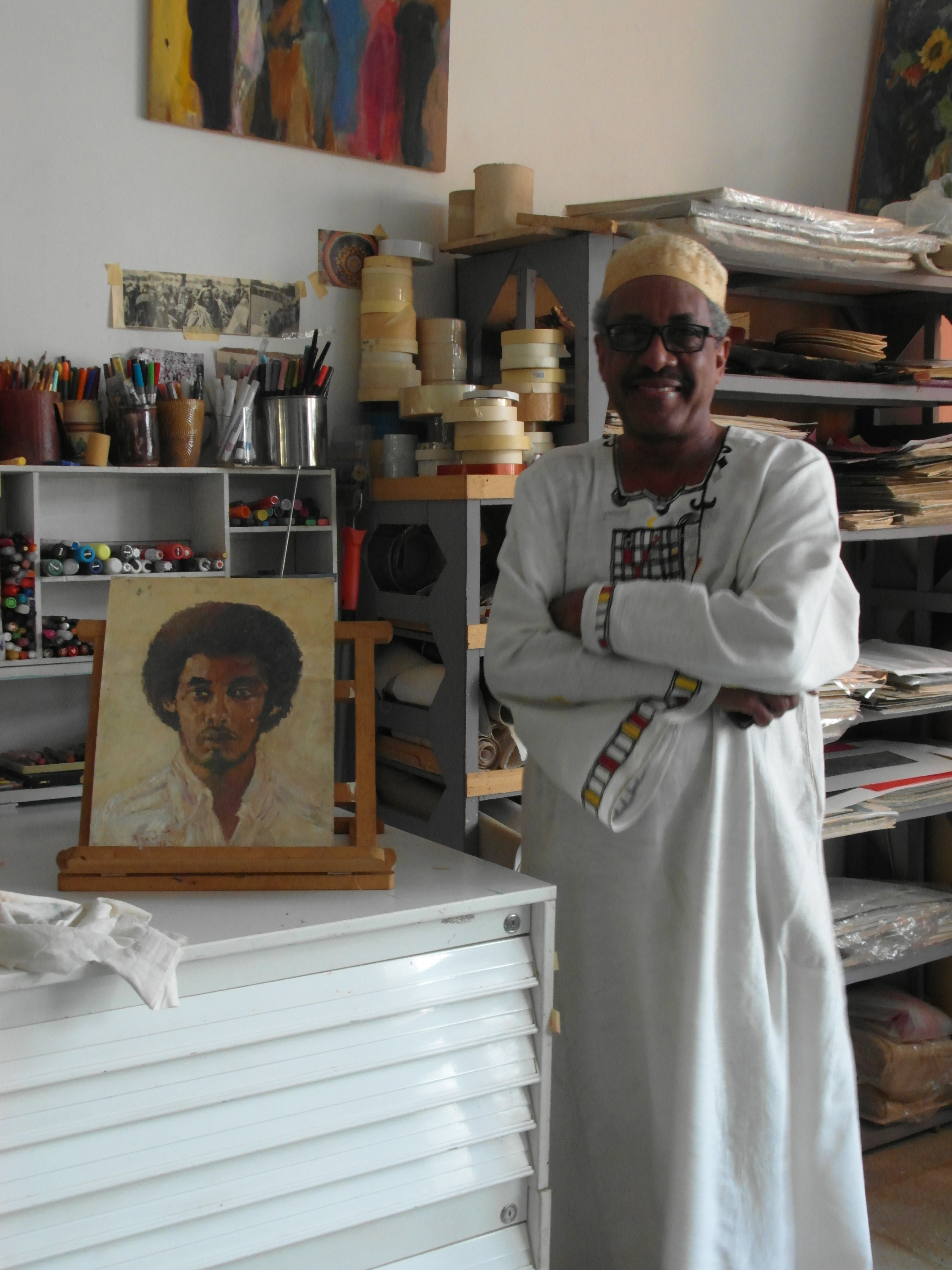
Diab en su estudio en Jartum, junto a un autorretrato temprano

Rashid Diab (en  árabe:  راشد دياب, Wad Madani, 1957) es un pintor sudanés.
Se licenció en la Escuela de Bellas Artes de Jartún doctorándose en la Universidad Complutense en 1991. En 1999 regresó a Jartún para trabajar como profesor y fundó un centro artítisco.